# Проспект Красных Командиров (Сестрорецк)
Проспе́кт Кра́сных Команди́ров — проспект в городе Сестрорецке Курортного района Санкт-Петербурга. Проходит от Тарховской улицы до 1-й линии. На север продолжается Федотовской дорожкой, на юг — Большой Горской улицей.
Первоначальное название — Гра́фская улица. Оно появилось в начале XX века и дано по титулу землевладельца А. В. Стенбок-Фермора.
В конце 1930-х годов улицу переименовали в проспект Красных Командиров — для устранения напоминания о царском времени и для поддержания революционного духа.

## Примечательные здания

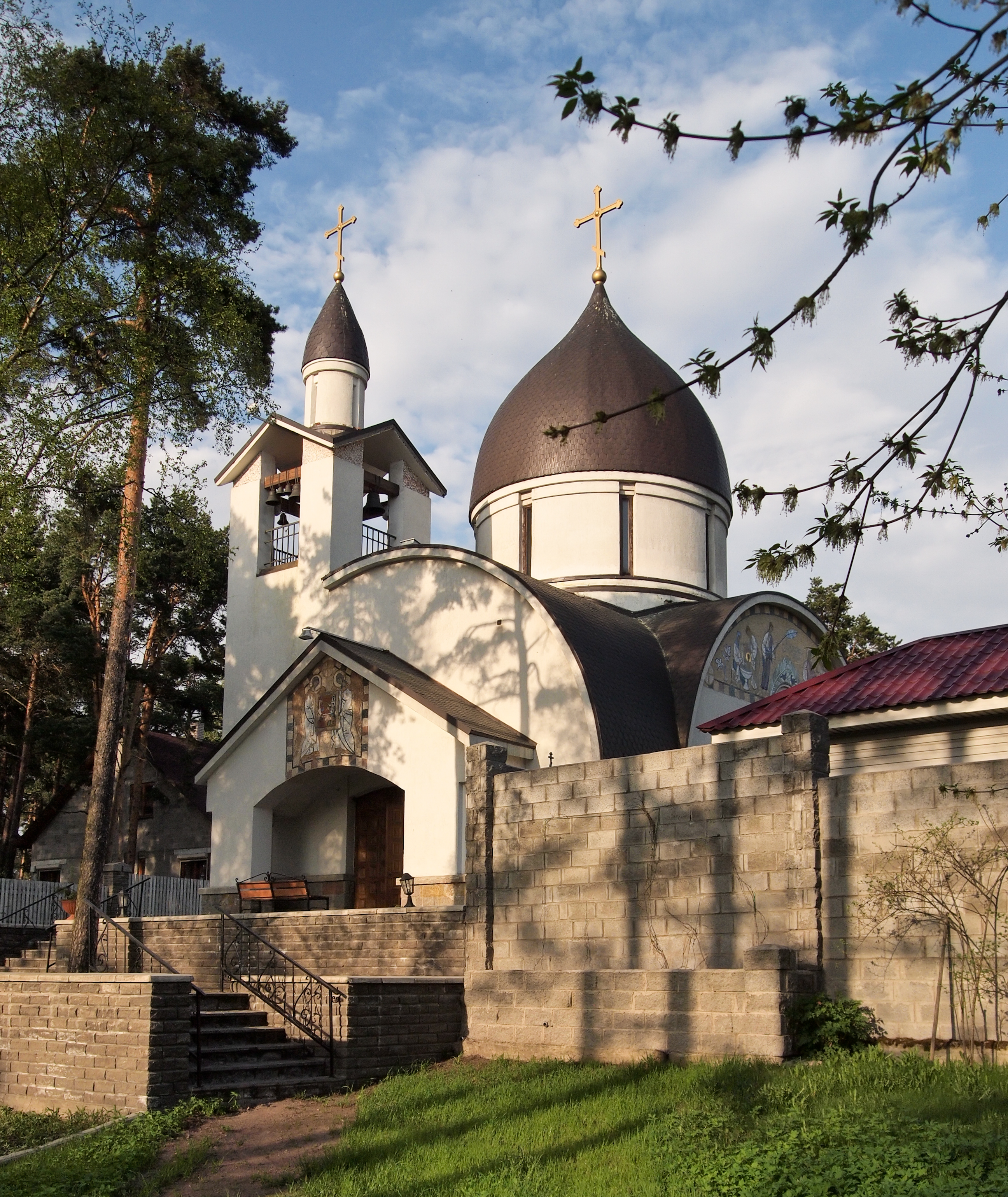
Церковь Рождества Пресвятой Богородицы в Александровской

- № 5/1 — торговая лавка (1910; объект культурного наследия регионального значения[2])
- № 23, литера Б — деревянный двухэтажный дом, начало XX века[3].
- Храм Рождества Пресвятой Богородицы (между 4-й и 5-й линией, фасадом к проспекту)

## Перекрёстки
- Тарховская улица / Федотовская дорожка
- 9-я линия
- 8-я линия
- 7-я линия
- 6-я линия
- 5-я линия
- 4-я линия
- 3-я линия
- 2-я линия
- 1-я линия / Большая Горская улица